# Newark (Illinois)
Newark is een plaats (village) in de Amerikaanse staat Illinois en valt bestuurlijk gezien onder Kendall County.

## Demografie
Bij de volkstelling in 2000 werd het aantal inwoners vastgesteld op 887. In 2006 is het aantal inwoners door het United States Census Bureau geschat op 1056, een stijging van 169 (19,1%).

## Geografie
Volgens het United States Census Bureau beslaat de plaats een oppervlakte van 2,9 km², geheel bestaande uit land. Newark ligt op ongeveer 191 m boven zeeniveau.

## Plaatsen in de nabije omgeving
De onderstaande figuur toont nabijgelegen plaatsen in een straal van 16 km rond Newark.